# Syndactylia
Syndactylia – klad torbaczy obejmujący jamrajowate i dwuprzodozębowce.